# All-Star Game de la NBA 2014

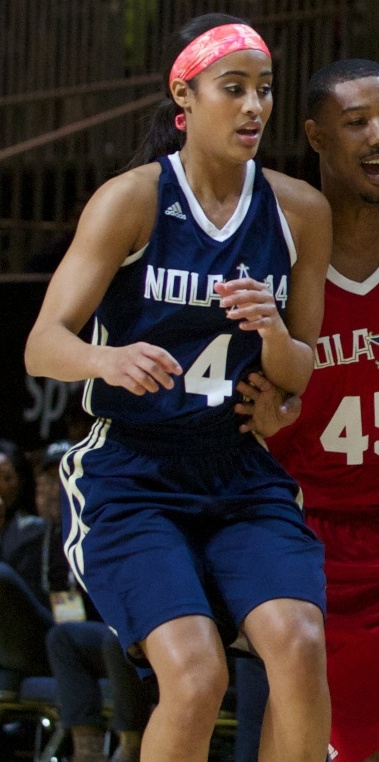
Skylar Diggins

El All-Star Game de la NBA de 2014 es un partido de baloncesto de exhibición que se disputó en la ciudad de Nueva Orleans (Luisiana) el 16 de febrero de 2014, en el pabellón New Orleans Arena, sede de los New Orleans Pelicans. Este partido fue la 63.ª edición del All-Star Game y fue jugado durante la Temporada 2013-14 de la NBA. Los ex-Hornets fueron galardonados con el All-Star Game en un anuncio realizado por David Stern el ex-comisionado de la NBA, el 16 de abril de 2012. Esta fue la segunda vez que New Orleans recibió el All-Star Game de la NBA, la ciudad ha acogido con anterioridad al evento en 2008 en el Centro King Smoothie (entonces conocido como New Orleans Arena). El quinteto estelar fue seleccionado por los fanáticos, LeBron James fue el que más votos obtuvo con (1,416,419) seguido de Paul George con (1,211,318), Stephen Curry también fue seleccionado como titular, ya que fue su primera vez en el All-Star Game, Mientras que Kevin Love superó a Dwight Howard en el puesto de titular de la zona interior de Oeste.

## All-Star Game

### Jugadores
Las plantillas para el All-Star Game se eligieron de dos maneras: por un lado los quintetos iniciales y por el otro los reservas. Los primeros fueron elegidos mediante una votación popular, donde se seleccionaron, por cada una de las conferencias, a dos exteriores y tres interiores. Los reservas fueron elegidos por los entrenadores de cada una de las conferencias, sin que estos pudieran votar a jugadores de sus propios equipos. Los entrenadores debían de elegir a dos bases, dos aleros, un pívot y otros dos jugadores más sin importar su posición. Si un jugador no podía participar por lesión sería el comisionado el que elegía a su sustituto.
| Pos.                                             | Jugador           | Equipo                 | N.º de All-Stars | Votos totales    |
| Quinteto inicial                                 | Quinteto inicial  | Quinteto inicial       | Quinteto inicial | Quinteto inicial |
| ------------------------------------------------ | ----------------- | ---------------------- | ---------------- | ---------------- |
| B                                                | Stephen Curry (C) | Golden State Warriors  | 1                | 1,047,281        |
| ES                                               | Kobe Bryant (*)   | Los Angeles Lakers     | 16               | 988,884          |
| A                                                | Kevin Durant      | Oklahoma City Thunder  | 5                | 1,396,294        |
| AP                                               | Blake Griffin     | Los Angeles Clippers   | 4                | 688,466          |
| AP                                               | Kevin Love        | Minnesota Timberwolves | 3                | 661,246          |
| Reservas                                         |                   |                        |                  |                  |
| AP/P                                             | LaMarcus Aldridge | Portland Trail Blazers | 3                | —                |
| P                                                | Dwight Howard     | Houston Rockets        | 8                | —                |
| ES                                               | James Harden      | Houston Rockets        | 2                | —                |
| B                                                | Damian Lillard    | Portland Trail Blazers | 1                | —                |
| AP                                               | Dirk Nowitzki     | Dallas Mavericks       | 12               | —                |
| B                                                | Tony Parker       | San Antonio Spurs      | 6                | —                |
| B                                                | Chris Paul        | Los Angeles Clippers   | 7                | —                |
| AP/P                                             | Anthony Davis (*) | New Orleans Pelicans   | 1                | —                |
| Entrenador: Scott Brooks (Oklahoma City Thunder) |                   |                        |                  |                  |

| Pos.                                     | Jugador          | Equipo              | N.º de All-Stars | Votos totales    |
| Quinteto inicial                         | Quinteto inicial | Quinteto inicial    | Quinteto inicial | Quinteto inicial |
| ---------------------------------------- | ---------------- | ------------------- | ---------------- | ---------------- |
| B                                        | Kyrie Irving     | Cleveland Cavaliers | 2                | 860,221          |
| ES                                       | Dwyane Wade      | Miami Heat          | 10               | 929,542          |
| A                                        | Paul George (C)  | Indiana Pacers      | 2                | 1,211,318        |
| A                                        | Carmelo Anthony  | New York Knicks     | 7                | 935,702          |
| A                                        | LeBron James     | Miami Heat          | 10               | 1,416,419        |
| Reservas                                 |                  |                     |                  |                  |
| AP/P                                     | Chris Bosh       | Miami Heat          | 9                | —                |
| ES                                       | DeMar DeRozan    | Toronto Raptors     | 1                | —                |
| P                                        | Roy Hibbert      | Indiana Pacers      | 2                | —                |
| ES                                       | Joe Johnson      | Brooklyn Nets       | 7                | —                |
| AP                                       | Paul Millsap     | Atlanta Hawks       | 1                | —                |
| B                                        | John Wall        | Washington Wizards  | 1                | —                |
| P                                        | Joakim Noah      | Chicago Bulls       | 1                | —                |
| Entrenador: Frank Vogel (Indiana Pacers) |                  |                     |                  |                  |

- (C) – Elegido capitán para el All-Star Game por la National Basketball Players Association.
- (*)- Anthony Davis fue elegido por el comisionado para sustituir al lesionado Kobe Bryant.[5]
- Scott Brooks eligió a James Harden para sustituir a Kobe Bryant en quinteto titular.[6]

| 16 de febrero de 2014 | Conferencia Este                                            | 163–155                               | Conferencia Oeste                                               | |  |
| 8:30 p. m. ET         | Parciales: 42-44, 34-45, 47-37, 40-29                       | Parciales: 42-44, 34-45, 47-37, 40-29 | Parciales: 42-44, 34-45, 47-37, 40-29                           | |  |
|                       | Estadísticas Kyrie Irving 31 LeBron James 7 Kyrie Irving 14 | Reporte Pts Reb Asts                  | Estadísticas 38 Durant y Griffin 11 Dwight Howard 13 Chris Paul | Pabellón: New Orleans Arena, New Orleans, Luisiana Asistencia: 14.727 espectadores Árbitros: Jason Phillips, Marc Davis y Violet Palmer Televisión: TNT |  |

Kyrie Irving anotó 31 puntos y repartió 14 asistencias, fue nombrado MVP del All-Star Game de la NBA para poder ayudar al Este a detener la racha de tres derrotas consecutivas y ganar 163-155 en el partido con más anotaciones en la historia del All-Star. Carmelo Anthony anotó 30 puntos para el Este e hizo el récord de 8 triples encestados. El Oeste fue dirigido por Kevin Durant y Blake Griffin, quienes terminaron con 38 puntos cada uno, a cuatro puntos del récord de Wilt Chamberlain del All-Star Game de la NBA 1962.

## All-Star Weekend

### BBVA Rising Stars Challenge
El BBVA Rising Stars Challenge se disputa entre los mejores jugadores de primer año ('Rookies') y los mejores de segundo año ('Sophomores'). El partido consta de dos tiempos de 20 minutos, similar al baloncesto universitario. Para esta edición del Rising Stars Challenge, los participantes han sido elegidos por los entrenadores asistentes de la liga. Posteriormente, los jugadores han sido drafteados por los exjugadores de la NBA Chris Webber y Grant Hill, quienes hacen las funciones de “General Managers” de sus respectivos equipos.
| Ronda                                            | Pick | Pos. | Jugador                 | Equipo                | Rookie / Sophomore |
| ------------------------------------------------ | ---- | ---- | ----------------------- | --------------------- | ------------------ |
| 1                                                | 1    | AP/P | Anthony Davis           | New Orleans Pelicans  | Sophomore          |
| 2                                                | 4    | B    | Michael Carter-Williams | Philadelphia 76ers    | Rookie             |
| 3                                                | 6    | E    | Tim Hardaway Jr.        | New York Knicks       | Rookie             |
| 4                                                | 8    | B    | Trey Burke              | Utah Jazz             | Rookie             |
| 5                                                | 10   | AP   | Jared Sullinger         | Boston Celtics        | Sophomore          |
| 6                                                | 12   | P    | Mason Plumlee           | Brooklyn Nets         | Rookie             |
| 7                                                | 14   | E    | Victor Oladipo          | Orlando Magic         | Rookie             |
| 8                                                | 16   | P    | Steven Adams            | Oklahoma City Thunder | Rookie             |
| 9                                                | 18   | AP/P | Kelly Olynyk            | Boston Celtics        | Rookie             |
| Entrenador: Rex Kalamian (Oklahoma City Thunder) |      |      |                         |                       |                    |
| General manager: Chris Webber                    |      |      |                         |                       |                    |

| Ronda                                      | Pick | Pos. | Jugador               | Equipo                 | Rookie / Sophomore |
| ------------------------------------------ | ---- | ---- | --------------------- | ---------------------- | ------------------ |
| 1                                          | 2    | B    | Damian Lillard        | Portland Trail Blazers | Sophomore          |
| 2                                          | 3    | E    | Bradley Beal          | Washington Wizards     | Sophomore          |
| 3                                          | 5    | P    | Andre Drummond        | Detroit Pistons        | Sophomore          |
| 4                                          | 7    | A    | Harrison Barnes       | Golden State Warriors  | Sophomore          |
| 5                                          | 9    | AP   | Terrence Jones        | Houston Rockets        | Sophomore          |
| 6                                          | 11   | A    | Giannis Antetokounmpo | Milwaukee Bucks        | Rookie             |
| 7                                          | 13   | P    | Jonas Valančiūnas     | Toronto Raptors        | Sophomore          |
| 8                                          | 15   | E    | Dion Waiters          | Cleveland Cavaliers    | Sophomore          |
| 9                                          | 17   | P    | Pero Antić (*)        | Atlanta Hawks          | Rookie             |
| –                                          | –    | P    | Miles Plumlee (*)     | Phoenix Suns           | Sophomore          |
| Entrenador: Nate McMillan (Indiana Pacers) |      |      |                       |                        |                    |
| General manager: Charles Barkley           |      |      |                       |                        |                    |

- (*)- Miles Plumlee fue elegido para sustituir al lesionado Pero Antić.[8]

| 14 de febrero | Team Webber                                                                | 136–142                            | Team Hill                                                     | |  |
| 9:00 p. m. ET | Marcador por tiempos: 66–67, 70–75                                         | Marcador por tiempos: 66–67, 70–75 | Marcador por tiempos: 66–67, 70–75                            | |  |
|               | Estadísticas Tim Hardaway Jr. 36 Anthony Davis 8 Michael Carter-Williams 9 | Reporte Pts Reb Asts               | Estadísticas Dion Waiters 31 Andre Drummond 25 Dion Waiters 7 | Pabellón: New Orleans Arena, Nueva Orleans, Luisiana Asistencia: 14,727 espectadores Árbitros: - Brent Barnaky - Nick Buchert - Kevin Cutler Televisión: TNT |  |

### Sears Shooting Stars Competition
| Nombre del equipo | Miembros       | Equipo                   | 1ª ronda | Ronda final |
| ----------------- | -------------- | ------------------------ | -------- | ----------- |
| Team Curry        | Stephen Curry  | Golden State Warriors    | 1:05     | -           |
| Team Curry        | Becky Hammon   | San Antonio Silver Stars | 1:05     | -           |
| Team Curry        | Dell Curry     | (retirado)               | 1:05     | -           |
| Team Durant       | Kevin Durant   | Oklahoma City Thunder    | 1:00     | 43.6        |
| Team Durant       | Skylar Diggins | Minnesota Lynx           | 1:00     | 43.6        |
| Team Durant       | Karl Malone    | (retirado)               | 1:00     | 43.6        |

| Nombre del equipo | Miembros          | Equipo      | 1ª ronda | Ronda final |
| ----------------- | ----------------- | ----------- | -------- | ----------- |
| Team Hardaway     | Tim Hardaway Jr.  | Miami Heat  | 50.0     | 1:25        |
| Team Hardaway     | Elena Delle Donne | Chicago Sky | 50.0     | 1:25        |
| Team Hardaway     | Tim Hardaway      | (retirado)  | 50.0     | 1:25        |
| Team Bosh         | Chris Bosh        | Miami Heat  | 35.6     | 31.4        |
| Team Bosh         | Swin Cash         | Chicago Sky | 35.6     | 31.4        |
| Team Bosh         | Dominique Wilkins | (retirado)  | 35.6     | 31.4        |

### Taco Bell Skill Challenge
| Equipo   | Pos. | Jugador                 | Equipo             | Altura | Peso | 1ª ronda | Ronda Final |
| -------- | ---- | ----------------------- | ------------------ | ------ | ---- | -------- | ----------- |
| Equipo 1 | A/E  | Giannis Antetokounmpo   | Milwaukee Bucks    | 6–10   | 205  | 45.0     | –           |
| Equipo 1 | E/A  | DeMar DeRozan           | Toronto Raptors    | 6–7    | 216  | 45.0     | –           |
| Equipo 2 | B    | Michael Carter-Williams | Philadelphia 76ers | 6–6    | 185  | 43.3     | 45.3        |
| Equipo 2 | E    | Victor Oladipo          | Orlando Magic      | 6–4    | 215  | 43.3     | 45.3        |

| Equipo   | Pos. | Jugador        | Equipo                 | Altura | Peso | 1ª ronda | Ronda Final |
| -------- | ---- | -------------- | ---------------------- | ------ | ---- | -------- | ----------- |
| Equipo 1 | B    | Trey Burke     | Utah Jazz              | 6–1    | 190  | 40.6     | 45.2        |
| Equipo 1 | B    | Damian Lillard | Portland Trail Blazers | 6–3    | 195  | 40.6     | 45.2        |
| Equipo 2 | B    | Goran Dragić   | Phoenix Suns           | 6–3    | 190  | 42.3     | –           |
| Equipo 2 | B    | Reggie Jackson | Oklahoma City Thunder  | 6–3    | 208  | 42.3     | –           |

### Foot Locker Three-Point Contest
| Pos. | Jugador       | Equipo              | Altura | Peso | 1ª ronda | Ronda final |
| ---- | ------------- | ------------------- | ------ | ---- | -------- | ----------- |
| E    | Arron Afflalo | Orlando Magic       | 6–5    | 215  | 15       | -           |
| E    | Bradley Beal  | Washington Wizards  | 6–5    | 207  | 21       | 19 (18)     |
| B    | Kyrie Irving  | Cleveland Cavaliers | 6–3    | 191  | 17       | -           |
| E    | Joe Johnson   | Brooklyn Nets       | 6–7    | 240  | 11       | -           |

| Pos. | Jugador         | Equipo                 | Altura | Peso | 1ª ronda | Ronda final |
| ---- | --------------- | ---------------------- | ------ | ---- | -------- | ----------- |
| E    | Marco Belinelli | San Antonio Spurs      | 6–5    | 195  | 19       | 19 (24)     |
| B    | Damian Lillard  | Portland Trail Blazers | 6–3    | 195  | 18       | -           |
| AP   | Kevin Love      | Minnesota Timberwolves | 6–10   | 243  | 16       | -           |
| B    | Stephen Curry   | Golden State Warriors  | 6–3    | 185  | 16       | -           |

### Sprite Slam Dunk Contest
| División | Pos. | Miembro         | Equipo                 | Altura | Peso | Resultado |
| -------- | ---- | --------------- | ---------------------- | ------ | ---- | --------- |
| Este     | A    | Paul George     | Indiana Pacers         | 6–9    | 220  | Ganador   |
| Este     | E    | Terrence Ross   | Toronto Raptors        | 6–6    | 195  |           |
| Este     | B    | John Wall       | Washington Wizards     | 6–4    | 195  |           |
| Oeste    | A    | Harrison Barnes | Golden State Warriors  | 6–8    | 210  | Perdedor  |
| Oeste    | B    | Damian Lillard  | Portland Trail Blazers | 6–3    | 195  |           |
| Oeste    | E    | Ben McLemore    | Sacramento Kings       | 6–5    | 195  |           |

| División | Jugador                                | Resultado | Nota                      |
| -------- | -------------------------------------- | --------- | ------------------------- |
| Este     | Terrence Ross, Toronto Raptors         | Ganador   | –                         |
| Oeste    | Damian Lillard, Portland Trail Blazers | Perdedor  | –                         |
|          |                                        |           |                           |
| Este     | Paul George, Indiana Pacers            | Ganador   | –                         |
| Oeste    | Harrison Barnes, Golden State Warriors | Perdedor  | –                         |
|          |                                        |           |                           |
| Este     | John Wall, Washington Wizards          | Ganador   | Votado Dunker de la Noche |
| Oeste    | Ben McLemore, Sacramento Kings         | Perdedor  | –                         |